# Ларченко, Алексей Прокофьевич
Алексей Прокофьевич Ла́рченко (11 февраля 1904 — 25 марта 1976, Москва) — советский геолог, директор Московского геологоразведочного университета (МГРИ), доцент МГРИ, кандидат геолого-минералогических наук.

## Биография
Родился 11 февраля 1904 года в деревне Матренино (ныне — Ярцевского района Смоленской области). С 1919 года активно занимался комсомольской работой. С 1924 года член ВКП(б). В 1920-е годы сотрудничал в газете «Беднота», дружил с Шолоховым.
В 1929 году окончил философский факультет МГУ.
С 1933 — студент геологоразведочного отделения МГРИ. С 1935 — и. о. доцента кафедры полезных ископаемых МГРИ. В 1937 окончил МГРИ экстерном. В ноябре 1938 года поступил аспирантуру по кафедре «Горноразведочное дело» под руководством профессора В. М. Крейтера. В 1940 перевёлся в заочную аспирантуру. В июне 1941 ушёл в отпуск и на место директора МГРИ не вернулся.
В 1941 призван Московским горвоенкоматом в ряды РККА, в звании майора. С апреля 1943 года занимал должность начальника агитации и пропаганды 21-й армии в звании подполковника. В октябре 1943 награждён орденом Красной Звезды за организацию агитационной работы. Читал лекции в главном политическом управлении Московской области. В 1944 году получил орден Отечественной войны I степени за руководство и организацию пропагандистской деятельности в боях за Карельский перешеек.
Должность оставил в 1946 году в звании гвардии полковника. В 1946 году ему было присвоено звание инженера-генерала, директора Северного морского пути II ранга.
В 1948 защитил кандидатскую диссертацию.
В 1946—1949 — заместитель начальника ГлавСевморпути, начальник Горно-геологического управления. Весной 1949 присутствовал при открытии Каменского месторождения урановых руд на Таймыре. За отказ проводить горные работы в условиях полярной ночи был снят с должности лично И. В. Сталиным.
В 1950 году вернулся в МГРИ на должность доцента и заместителя декана по работе с иностранными студентами. До 1965 года преподавал в МГРИ, возглавлял и консультировал геологоразведочные экспедиции. Преподавал в Карловом университете (ЧССР, 1952), Геологическом институте (Китай, Пекин, 1953—1956).
В дальнейшем был представителем Совмина Союза при правительстве КНР. Последняя должность — советник А. Н. Косыгина.
Умер 25 марта 1976 года, похоронен на Донском кладбище в Москве.